# Бонгау
Бонгау (на немски: Bonngau; на латински: Pagus Bonnensis) е средновековно франкско Каролингско гауграфство на Франкската империя на Среден Рейн с център днешния град Бон.
През началото на 10 век е собственост на фамилията Ецони, след това през 11 век е на Архиепископство Кьолн.

## Графове в Бонгау
От фамилията Ецони:
- Еренфрид I († 907) граф в Бонгау и Келдахгау, ∞ Аделгунда от Бургундия († сл. 902), дъщеря на маркграф Конрад II от Бургундия
- Еберхард I († сл. 937), негов син, граф в Бонгау и Келдахгау
- Еренфрид II (942/966 доказан, † пр. 970), негов син, граф на Рейн в Цюлпихгау (942), в Бонгау (945), 950 в Рургау или Келдахгау, 946/959 граф в графство Юи, Белгия (Ецони)
- Ецо/Еренфрид († пр. 10 юли 963), негов син, граф в Бонгау и Келдахгау
- Херман I от Лотарингия (ок. 929 – 996), син на Еренфрид II, граф в Бонгау и пфалцграф на Лотарингия (Ецони)
- Ецо или Еренфрид (* 955, † 21 май 1034), негов син, граф в Бонгау и Келдахгау, пфалцграф на Лотарингия (1015 – 1034), женен 991/993 г. за Матилда Саксонска, дъщеря на император Ото II
- Чрез сина на Херман Ецо († 1034) и синовете му Херман II, архиепископ на Кьолн (1035 – 1056) или Ото II, пфалцграф на Лотарингия (1035 – 1045) и херцог на Швабия (1045 – 1047), Бонгау отива на ан архиепископство]] [[Кьолн.